# Pleromelloida apposita
Pleromelloida apposita är en fjärilsart som beskrevs av Smith 1892. Pleromelloida apposita ingår i släktet Pleromelloida och familjen nattflyn. Inga underarter finns listade i Catalogue of Life.